# Gabriel (raket)
Gabriel is een anti-scheepsraket ontwikkeld en gebouwd door Israel Aerospace Industries (IAI). De eerste variant van de raket werd in de jaren zestig ontwikkeld als reactie op de behoeften van de Israëlische marine, die hem voor het eerst in 1970 ontplooide. Sindsdien zijn varianten geëxporteerd naar marines over de hele wereld. De nieuwste variant, de Gabriel V, is vanaf 2020 in gebruik bij de Finse en Israëlische marine.

## Ontwikkeling
Op 21 oktober 1967 brachten vier Styx-raketten de torpedojager INS Eilat tot zinken, die patrouilleerde langs de noordelijke kusten van de Sinaï. Zevenenveertig Israëlische matrozen en officieren werden gedood of werden vermist in actie en 100 raakten gewond. Het verlies van het schip bracht de Israëlische marine ertoe Israel Aerospace Industries te vragen de ontwikkeling van een anti-scheepsraket te versnellen, die in 1958 was begonnen met het Luz (of Lutz) programma.
Geconfronteerd met de angst van Rafael Advanced Defense Systems om een nieuw geleidingssysteem te ontwikkelen, vroeg marinecommandant Shlomo Erell Israel Aerospace Industries om het programma over te nemen door Ori Even-Tov, een voormalige Rafael-ingenieur, aan te stellen. Even-Tov stelde voor om de geleidingsjoystick-benadering die door de Luz wordt gebruikt te laten vallen, en stelde in plaats daarvan de ontwikkeling voor van een zelfstandig geleidingssysteem waarmee de raket zijn doel kan zoeken, zelfs bij slecht weer of slecht zicht. Hij stelde verder voor om een hoogtemeter te gebruiken, waardoor de raket enkele meters over het zeeoppervlak kan scheren, zodat het moeilijk te detecteren is en het het doel net boven de waterlijn kan raken. Een op het schip geïnstalleerde radar moest de raket leiden, terwijl de hoogtemeter de raket in de zeeskimming-modus zou houden.

### Gabriël Mk 1
De ontwikkeling van de Gabriel voor de Israëlische marine begon in 1962, voordat hij voor het eerst aan het publiek werd getoond in 1970. Het werd aangeprezen als 's werelds eerste operationele zeeskimming-raket en er kwam in actie tijdens de Jom Kipoer-oorlog. Een partij van 50 stuks werd door de Marine van de Republiek China geïmporteerd voor evaluatie en als tussenwapen voor de drie Allen M. Sumner klasse Jagers opgewaardeerd met Gabriel Mk 2 raketsysteem, en het is ook de basis voor de Taiwanese Hsiung Feng I raket.

### Gabriël Mk 2
De Gabriel Mk 2, een verbeterde versie van Gabriel, werd gemaakt in 1972 en kwam in dienst in 1976. Het werd ook onder licentie gebouwd in Zuid-Afrika onder de naam Skerpioen (Afrikaans voor Schorpioen). De Taiwanese Hsiung Feng I-raket kan worden beschouwd als een parallelle ontwikkeling, gebaseerd op Gabriel Mk 1, maar met vergelijkbare verbeteringen, en de munitie die door de twee systemen wordt gebruikt, is uitwisselbaar.

### Gabriël III
Gabriel III en Gabriel III A/S werden geïntroduceerd in 1978 met grote verbeteringen. De in de lucht gelanceerde Gabriel III A/S heeft een bereik van meer dan 60 km. Beide versies van Gabriel III maken gebruik van de veelgebruikte 'vuur en vergeet'-modus.

### Gabriël IV
Dit model, ontwikkeld in de vroege jaren 1990, is gerelateerd aan de Gabriel Mk III, maar groter en met een turbostraalmotor voor aanhoudende vlucht. Het is te onderscheiden van de Mk III vanwege zijn geveegde vleugels met bijgesneden tip. Net als de Mk III heeft hij 3 begeleidingsmodi: Fire and Forget, Fire en Update met datalink, en Fire en command met Radar-update.

### Gabriël V
Israel Aerospace Industries werkt naar verluidt aan een Gabriel V Advanced Naval Attack Missile, met een geavanceerde actieve multispectra-zoeker die is ontworpen voor rommelige kustomgevingen. Vanaf 2020 wordt deze variant ingezet door de Finse en Israëlische marine. Er wordt beweerd dat het bereik meer dan 200 km tot 400 km is.

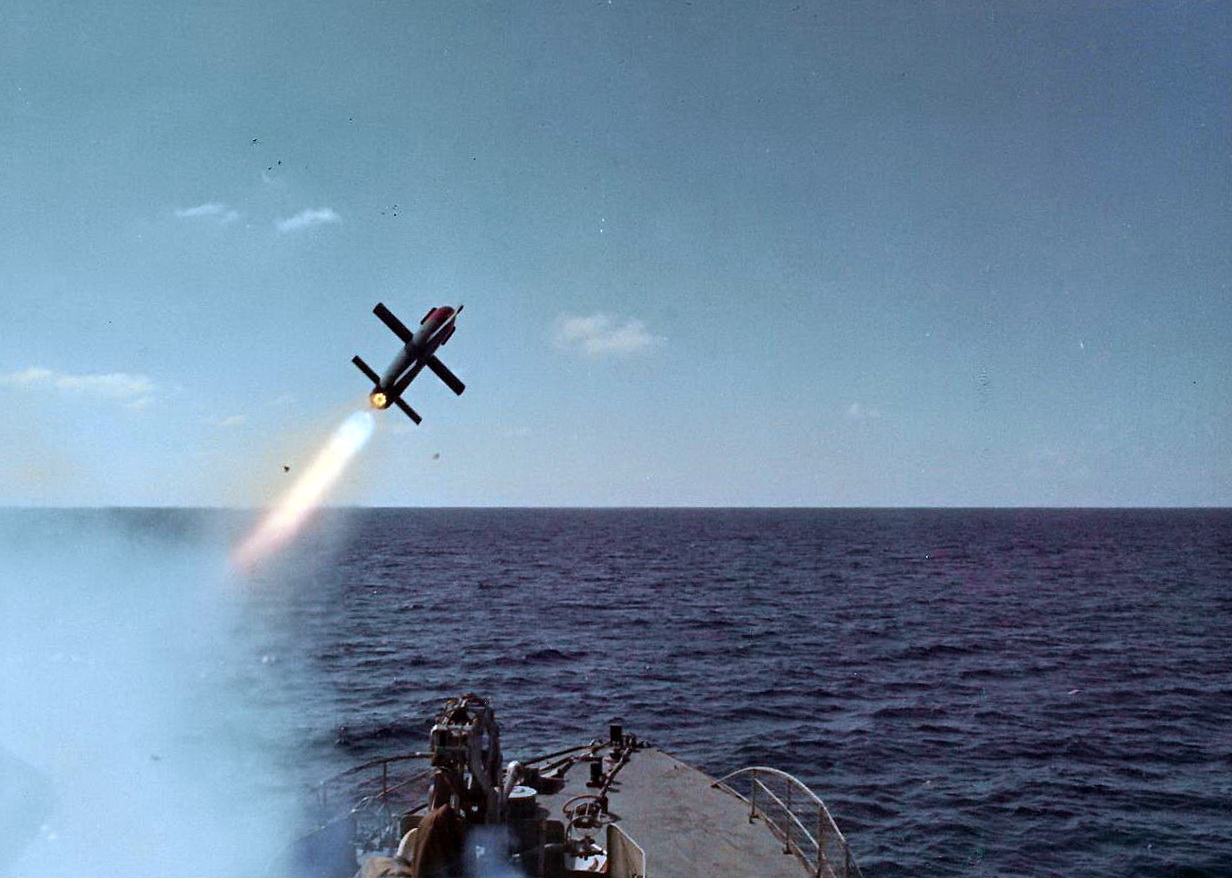
INS Haifa lanceert Gabriel

### Blue Spear en Sea Serpent raketsystemen
In 2020 startten het Israëlische IAI en het Singaporese ST Engineering een 50/50 joint venture genaamd Proteus Advanced Systems om een afgeleide van de Gabriel V, het Blue Spear-raketsysteem (Blue Spear), te ontwikkelen, produceren en op de markt te brengen. De raket heeft zowel aanvalsmogelijkheden op zee als op land met verbeterde manoeuvreerbaarheid voor kustomgevingen. De kernkop maakt gebruik van een actieve radar-homing-zoeker, nauwkeurige INS-gebaseerde navigatiemogelijkheden, BLOS-mogelijkheden (Buiten-line-of-sight) en een robuust systeem dat immuun is voor GPS-verstoringen en maximale nauwkeurigheid voor het verkrijgen van doelen. Het systeem is uitgerust met een verscheidenheid aan misleidingsmiddelen om zijn missie te bereiken en de verschillende uitdagingen op het slagveld het hoofd te bieden. De rol van ST Engineering in de ontwikkeling van de Blue Spear omvat het ontwerp, de ontwikkeling en de productie van belangrijke subsystemen zoals de boostermotor en de kernkop, terwijl IAI zich op andere onderdelen richt. In 2021 brengen IAI en Thales samen een variant van Gabriel V of Blue Spear genaamd Sea Serpent op de markt voor de Royal Navy om het verouderde Harpoon-raketsysteem te vervangen. Op DSEI 2021 onthulde IAI dat Sea Serpent parallel met de Blue Spear is ontwikkeld en is gebaseerd op het Gabriel V-raketsysteem en/of oudere varianten. IAI voegde eraan toe dat Sea Serpent een low-profile modus of een skimming-bereik heeft van meer dan 290 km. Dit bereik komt overeen met het totale bereik van Gabriel V van 200 km tot 400 km, afhankelijk van het vluchtprofiel. Vandaar dat de Sea Serpent of Blue Spear-raket doelen kan aanvallen op afstanden tot 400 km.
In oktober 2021 werd bekend dat de Estse strijdkrachten het Blue Spear-raketsysteem met een maximaal bereik van 290 km hebben gekocht (vluchtprofiel niet genoemd). Het gerucht gaat ook dat zowel Israël als Singapore al varianten van de Gabriel V gebruiken die hun oudere Harpoon-raketten vervangt. Met Blue Spear of Sea Serpent of Gabriel V kunnen beide landen effectief strategische aanvallen op het achterland, de kust en de zee uitvoeren. Op 13 mei 2022 werd gemeld dat Israël toestemming had gegeven aan Estland om Oekraïne één Blue Spear 5G SSM-raketcomplex te geven. De Estse minister van Defensie verwierp de beweringen echter als vals.

### Oudere modellen
Oudere modellen van de Gabriel worden nog steeds gebruikt door Chili (Sa'ar 4 met Gabriel II), Israël (Sa'ar 4.5 met Gabriel II), Mexico (Sa'ar 4.5 met Gabriel II), Sri Lanka (Sa'ar 4 met Gabriel II) en Thailand (FPB-45 met Gabriel I).

## Operationele geschiedenis
Tijdens de Jom Kipoer-oorlog werd de Gabriel I voor het eerst gebruikt tijdens de Slag om Latakia. Israëlische raketboten bewapend met Gabriel Mk 1-raketten werden gecrediteerd met het verslaan van Syrische schepen bewapend met de door de Sovjet-Unie gemaakte P-15 Termit (SS-N-2 Styx) raket. Hoewel de Styx-raket een groter bereik had, droegen de betrouwbaarheid en flexibiliteit van de Gabriel bij aan de Israëlische overwinning. Het is bekend dat de Syriërs raketsalvo's afschoten op de Israëlische schepen die aan het laden waren, maar misten vanwege de toenmalige Israëlische ECM-technologie. Toen ze binnen bereik waren, lanceerden de Israëlische boten hun Gabriel-raketten en brachten op één na alle schepen van de Syrische Osa-klasse tot zinken. Na het verslaan van de Syrische marine (overlevende Syrische schepen bleven in de haven) versloegen de Israëlische raketboten ook de Egyptische marine en bereikten ze de overheersing van de zee voor de rest van de oorlog.

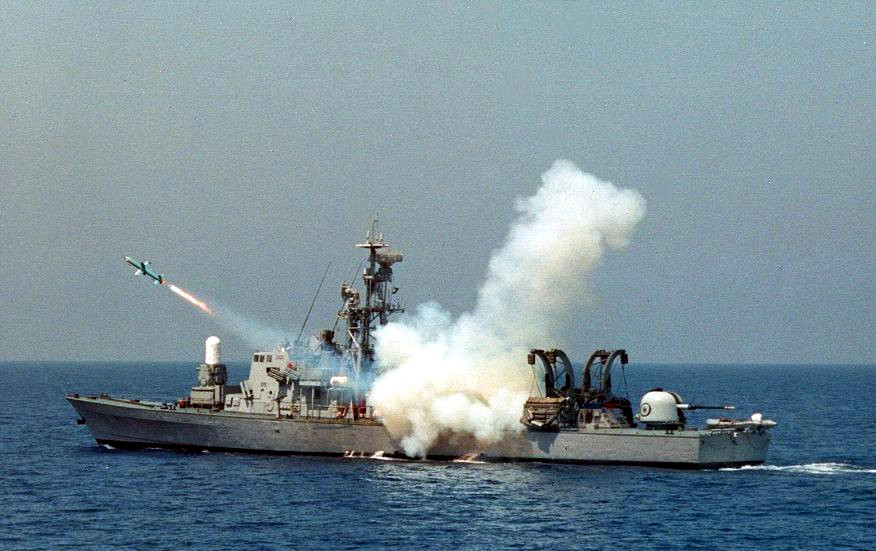
Sa'ar 4 lanceert een Gabriel raket

De eerste dergelijke ontmoeting vond plaats in de nacht van 6 oktober op 7 oktober 1973, nabij Latakia aan de Syrische kust. Israëlische troepen gebruikten helikopters die langzaam op zeer lage hoogte vlogen, waardoor ze marinedoelen nabootsten. Geen enkel Israëlisch schip werd geraakt door het grote salvo van P-15's dat vervolgens werd gelanceerd door de Syriërs, die zelf de T-43-klasse trawler Jarmuk en drie torpedoboten verloren aan Israëlische Gabriel-raketten. De Syrische raketboten trokken zich met succes terug, maar al hun raketten misten de Israëlische helikopters, die waren geklommen om de sluizen van de raketradars te doorbreken. Diezelfde nacht werd een soortgelijke truc met helikopters herhaald tegen Egyptische schepen ten noorden van het schiereiland Sinaï. Nog een andere ontmoeting vond plaats in de buurt van Latakia in de nacht van 10 op 11 oktober. Deze keer vond de uitwisseling van raketten tussen Israëlische en Syrische raketboten plaats zonder het gebruik van helikopters, en de Israëlische schepen vertrouwden op antiradarsneeuw. De Syrische schepen manoeuvreerden buiten hun haven tussen de verankerde koopvaardijschepen. Twee van de oorlogsschepen werden tot zinken gebracht door Gabriel-raketten, die ook twee neutrale schepen troffen, de Griekse Tsimentaros en de Japanse Yamashuro Maru. Volgens Israëlische bronnen heeft het gebruik van antiradarsneeuw al zijn schepen gered. De volgende nacht werd de helikoptermanoeuvre opnieuw met succes gebruikt tijdens een ontmoeting bij Tartous voor de Syrische kust. Geen enkel Israëlisch schip werd geraakt door een salvo van P-15's gelanceerd door Syrische raketboten. Aan de Syrische kant werden twee Komar-klasse schepen tot zinken gebracht door Gabriel-raketten, en ook het Sovjet-koopvaardijschip Ilya Mechnikov werd geraakt. Diezelfde nacht vond een soortgelijke ontmoeting plaats voor de kust van Port Said.

## Gebruikers

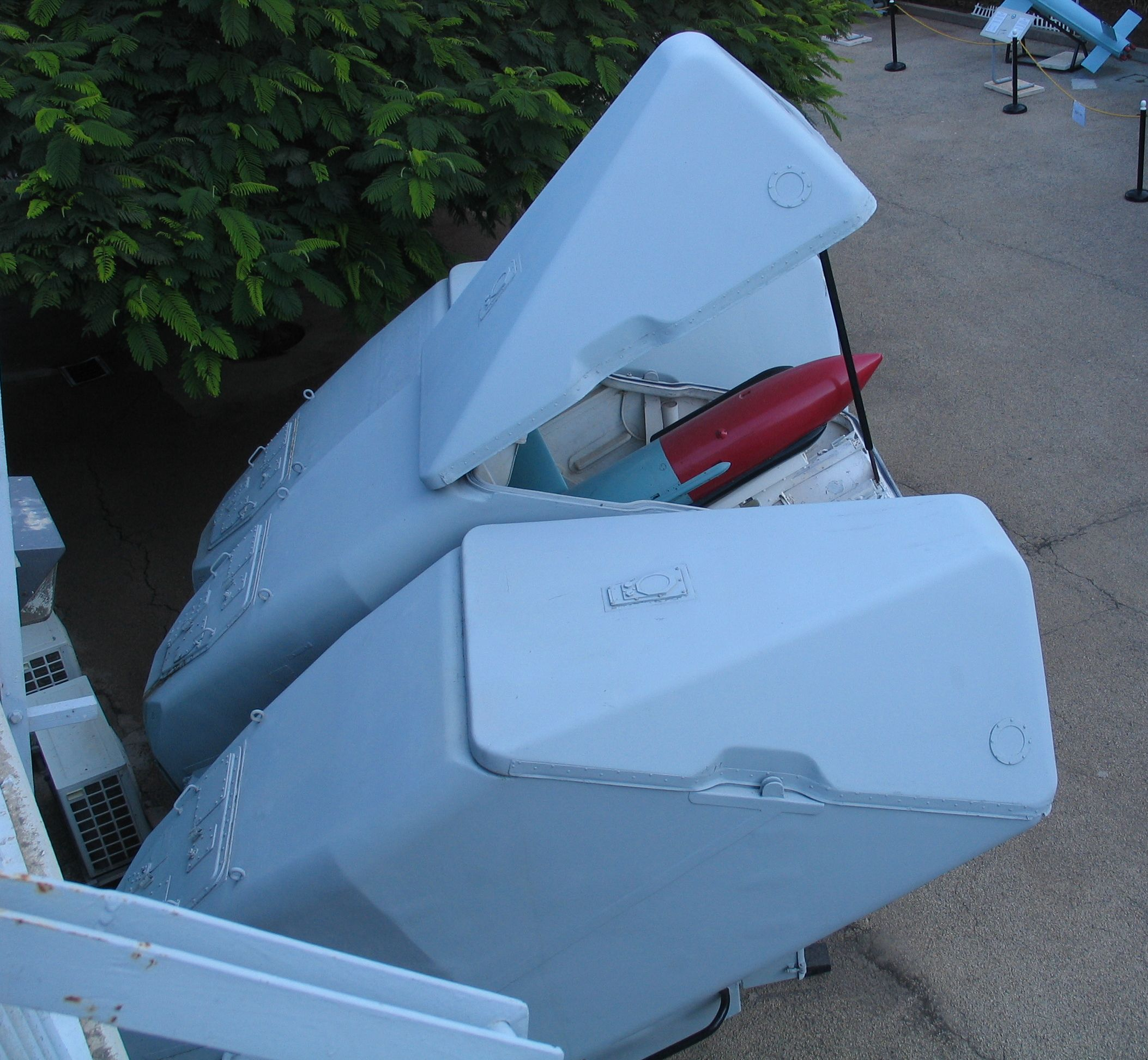
Gabriel afvuur-setup

- Israëlische Marine
- Azerbaidjan
- Chili
- Ecuador
- Eritrea
- Estland
- Finland
- Kenia
- Mexico
- Sri Lanka

## Nederland
De Nederlandse Marine zoekt sinds 2018 vervanging voor haar verouderde Harpoon-raketten: deze komen uit 1970 en hebben hun maximale levensduur bereikt. Tot op heden (2022) is er nog geen schot in de zaak. Nederland heeft de keuze uit 4 opties waaronder de Gabriel V antischeepsraket. In 2022 moet de aankoop van de nieuwe raketten rond zijn. Andere spelers zijn o.a de Sea Breaker van het Israëlische Rafael Advanced Defense Systems en het Noorse bedrijf Noorse Kongsberg. Een andere mogelijkheid is de RBS 15 Mk4 van Saab. Daarnaast is het bedrijf Israel Aerospace Industries ook een optie voor de Nederlandse Marine als het gaat om de nieuwe ASW-fregatten van de Belgische en Nederlandse Marine. Misschien krijgt Nederland bij deze schepen de Barak MX in het wapengamma.